# Красне (Полєський район)
Красне (рос. Красное) — селище Полєського району, Калінінградської області Росії. Входить до складу Головкінського сільського поселення.
Населення —  96 осіб (2015 рік). 

## Населення
| 2002 | 2010 |
| ---- | ---- |
| 126  | ↘96  |